# I. P. Pavlova
I. P. Pavlova – stacja linii C metra praskiego (odcinek I.C), położona na Nowym Mieście, pod placem Iwana Pawłowa (náměstí I. P. Pavlova) i ulicą Legerovą.